# 24420 Thasos
24420 Thasos este o planetă minoră (asteroid), cu un diametru de 21,723 km, din Asteroid troian al lui Jupiter. A fost descoperită pe 29 ianuarie 2000 la Observatorul Național Kitt Peak de Spacewatch. 
Obiectul prezintă o orbită caracterizată de o semiaxă mare de 5,2907893 UAi, o excentricitate de 0,0576865, o înclinație de 8,48 ° în raport cu ecliptica.